# 陳皮

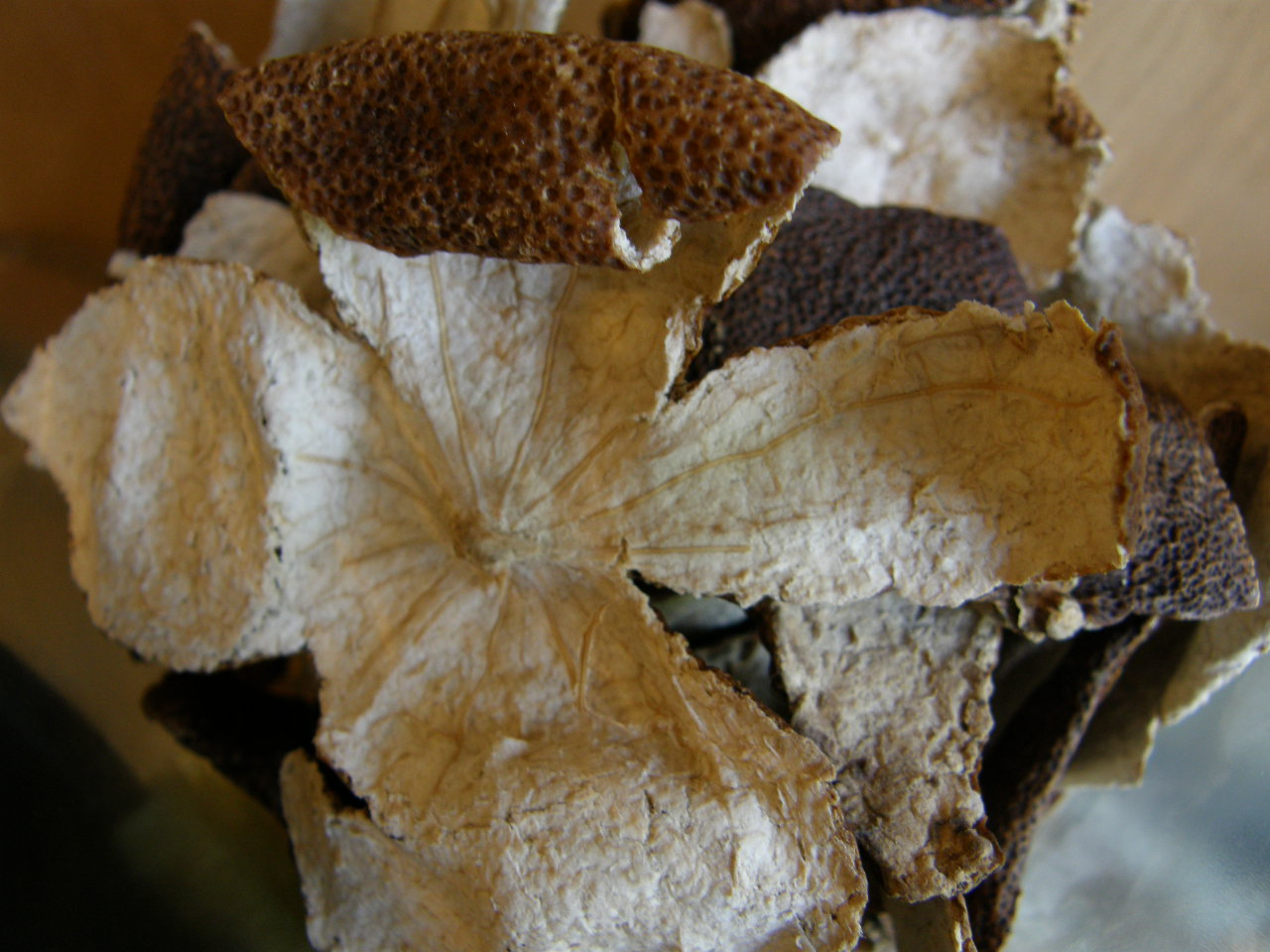
陳皮（丹波市立薬草薬樹公園）

陳皮 （ちんぴ、中国語：チェンピー 拼音: chénpí、英語: Citrus reticulata peel, Citrus unshiu peel、ラテン語: Aurantii nobilis pericarpium）は、柑橘の果皮を原料とする生薬の一種。日本薬局方においては、ウンシュウミカン又はマンダリンオレンジの成熟した果皮と定義されている。ただ、陳皮に用いた原植物については時代によって変化があると考えられている（後述）。

## 概要
陳皮は利用範囲の広い生薬で、香辛料、薬用酒、茶、染料、浴湯料などに用いられてきた。ところが、陳皮の原植物については過去には混乱がみられたといわれている。また、柑橘の果皮は、市場において、陳皮のほか、橙皮、柑皮、青皮、橘皮などの名称で取り扱われることもあり、しばしば混同されてきたことも指摘されている。
『神農本草経』には「橘皮」の記載があり、『湯液本草』（1246年）は陳橘皮の名称が与えられものが陳皮に略されたと記されている。李時珍は橘、柚、柑の三者は相類するが同物でないとし、柑には8種、橘に14種があると記しているが、現代の柑橘類の名称との関係は不明であり、陳皮の原植物が混乱している原因となっている。日本薬局方に定めるウンシュウミカンなど2種も江戸時代以前には広く栽培されていたわけではないため、陳皮には時代ごとに採取可能な植物が選ばれてきたと考えられている。

## 薬用
陳皮の「陳」とは、成熟前の青い果皮を「青皮」というのに対し、成熟した状態の果皮であることを指す。
成分としてヘスペリジン、ルチンなどフラボン配糖体が挙げられる。
漢方では芳香性健胃、鎮咳去痰薬として、消化不良、食欲不振、感冒などに対して用いられる。漢方方剤では胃苓湯、香蘇散、平胃散、補中益気湯、六君子湯などの成分として配合される。

## 食用
香辛料としては、中国の五香粉、日本の七味唐辛子、カレー粉などに用いられる。また、屠蘇散に配合されることもある。
茶と組み合わせたり、単独で、或いは砂糖などを加えて茶外茶として飲用にすることもできる。
なお、ユズを原料とするものは柚陳皮（ゆずちんぴ）という。
鹿児島県奄美大島では、主にタンカンの皮を干して薬味として使用しており、奄美料理で最も有名な鶏飯の香り付けに欠かせない。

## 参考資料
- 厚生労働省 編『チンピ』（PDF）（第十七改正）日本薬局方、2015年、1785-1786頁。2021年4月1日閲覧。